# Brachyglenis eulesca
Brachyglenis eulesca är en fjärilsart som beskrevs av Dyar 1909. Brachyglenis eulesca ingår i släktet Brachyglenis och familjen Riodinidae. Inga underarter finns listade i Catalogue of Life.